# Gladiator: Sword of Vengeance
Gladiator: Sword Of Vengeance là một trò chơi điện tử thuộc thể loại hack and slash do hãng Acclaim Studios Manchester phát triển và Acclaim Entertainment phát hành cho các hệ máy PlayStation 2, Xbox và PC vào năm 2003. Phiên bản dành cho Nintendo GameCube đã bị hủy bỏ. Trong quá trình phát triển, trò chơi còn có tựa đề "I Gladiator". Throwback Entertainment đã mua lại bản quyền một số tựa game của Acclaim vào năm 2006, bao gồm cả Gladiator: Sword of Vengeance.